# Jeepers Creepers 3
Jeepers Creepers 3 è un film del 2017 diretto da Victor Salva.
Si tratta del terzo capitolo della trilogia horror iniziata con Jeepers Creepers - Il canto del diavolo (2001) e proseguita con Jeepers Creepers 2 - Il canto del diavolo 2 (2003).
Questo capitolo è ambientato tra il primo e il secondo film.

## Trama
Un giorno dopo gli eventi del primo film, la polizia scopre il furgone del Creeper pieno di cadaveri; tuttavia, il furgone è pieno di trappole esplosive. Quando lo sceriffo Dan Tashtego arriva, informa il sergente Davis Tubbs del Creeper e delle sue motivazioni. I due si affrettano a recuperare il camion del Creeper dopo aver appreso che è destinato al deposito. Mentre Frank e l'agente Lang trasportano il veicolo, il Creeper rapisce Frank.
Il giorno dopo, Gaylen, la madre di Kenny Brandon, ha una visione di Kenny, ucciso dal Creeper, che avverte che verrà a cercare ciò che ha seppellito nella proprietà e ucciderà lei e sua nipote Addison. Tubbs si unisce a una piccola squadra messa insieme da Tashtego tra i parenti delle vittime del Creeper per ucciderlo. Un gruppo di adolescenti scopre il camion del Creeper in un campo; uno di loro, Kirk, attiva accidentalmente la lancia, rimanendo impalato alla gamba. Mentre gli altri ragazzi cercano di liberarlo, il Creeper li uccide tutti. Addison va in città a comprare il fieno per il suo cavallo e si unisce all'amico Buddy per consegnare il fieno a una piantagione. Trovano il proprietario e gli operai nascosti sotto le macchine; il proprietario dice loro di chiamare aiuto. Il Creeper rapisce Addison. Gaylen dissotterra la mano trovata da Kenny; la tocca ed entra in trance.
Quando la squadra di Tashtego arriva, Gaylen rivela che la mano può dire loro qualcosa sul Creeper; Tashtego tocca la mano e rimane scioccato da quanto sia antico il Creeper. Addison si risveglia nel furgone del Creeper con Kirk; Kirk attiva accidentalmente una trappola esplosiva, facendo sì che un tubo di metallo gli trafigga la testa. Tashtego e Tubbs scoprono la posizione del Creeper e se ne vanno, insieme a Michael. Trovano il Creeper che sta percorrendo l'autostrada, ma quando gli sparano contro, i proiettili deviano e Michael rimane ucciso. Un piccolo esplosivo viene espulso dal camion del Creeper e l'auto di Tashtego e Tubbs finisce in un campo. Prima che il Creeper possa uccidere Tubbs, Tashtego gli spara con una minigun, ma i proiettili hanno poco effetto e il Creeper riesce a uccidere Tashtego con un'ascia. Con la maggior parte della squadra eliminata, Tubbs si ritira.
Quella notte, il Creeper scopre che Addison è ancora viva, ma prima che lui possa ucciderla, lei fa schizzare fuori il tubo di metallo e impala la testa del Creeper. Il Creeper perde un occhio e prova a usare le sue armi per ucciderla, ma la sua mira è sbagliata. Viene investito da un camion e Addison scappa. Quando l'autista del camion scende per vedere cosa è successo, viene ucciso e il suo corpo viene usato dal Creeper per guarire. Addison si nasconde in un campo dove viene trovata da Gaylen e Buddy. Il Creeper torna a casa di Gaylen dove trova un cartello con scritto “Sappiamo cosa sei”, insieme alla mano, e ulula di rabbia. Il giorno dopo, Addison saluta Buddy prima che parta per una partita di basket del liceo con lo stesso autobus che viene attaccato dal Creeper prima della sua ibernazione.
Ventitré anni dopo, Trish Jenner viene vista leggere una lettera aperta che presumibilmente ha scritto su un computer in cui invita le persone a combattere contro il Creeper quando tornerà e giura di vendicarsi del Creeper per la morte di suo fratello Darry.

## Distribuzione
I primi due trailer in lingua originale vengono pubblicati il 17 settembre.
Il film è stato distribuito nelle sale cinematografiche statunitensi per un solo giorno, il 26 settembre 2017.
In Italia è tuttora inedito.